# Stânca Tohani
Stânca Tohani este o arie protejată (arie specială de conservare — SAC, sit de importanță comunitară — SCI) din România, desemnată în scopul protejării biodiversității și menținerii într-o stare de conservare favorabilă a florei spontane și faunei sălbatice, precum și a habitatelor naturale de interes comunitar aflate în arealul zonei de protecție. Acesta este situat în Muntenia, pe teritoriul județului Prahova.

## Localizare
Aria naturală se află în partea sud-estică a județului Prahova (aproape de limita teritorială cu județul Buzău), pe teritoriul administrativ al comunei Gura Vadului, în imediata apropiere de drumul județean DJ100H, care leagă localitatea Tohani de  Jugureni.

## Înființare
Zona a fost declarată sit de importanță comunitară prin Ordinul Ministerului Mediului și Dezvoltării Durabile Nr.1964 din 13 decembrie 2007 (privind instituirea regimului de arie naturală protejată a siturilor de importanță comunitară, ca parte integrantă a rețelei ecologice europene Natura 2000 în România) Aria naturală se întinde pe o suprafață de 47,4 hectare. Situl a fost protejat și ca arie specială de conservare în mai 2022.

## Biodiversitate

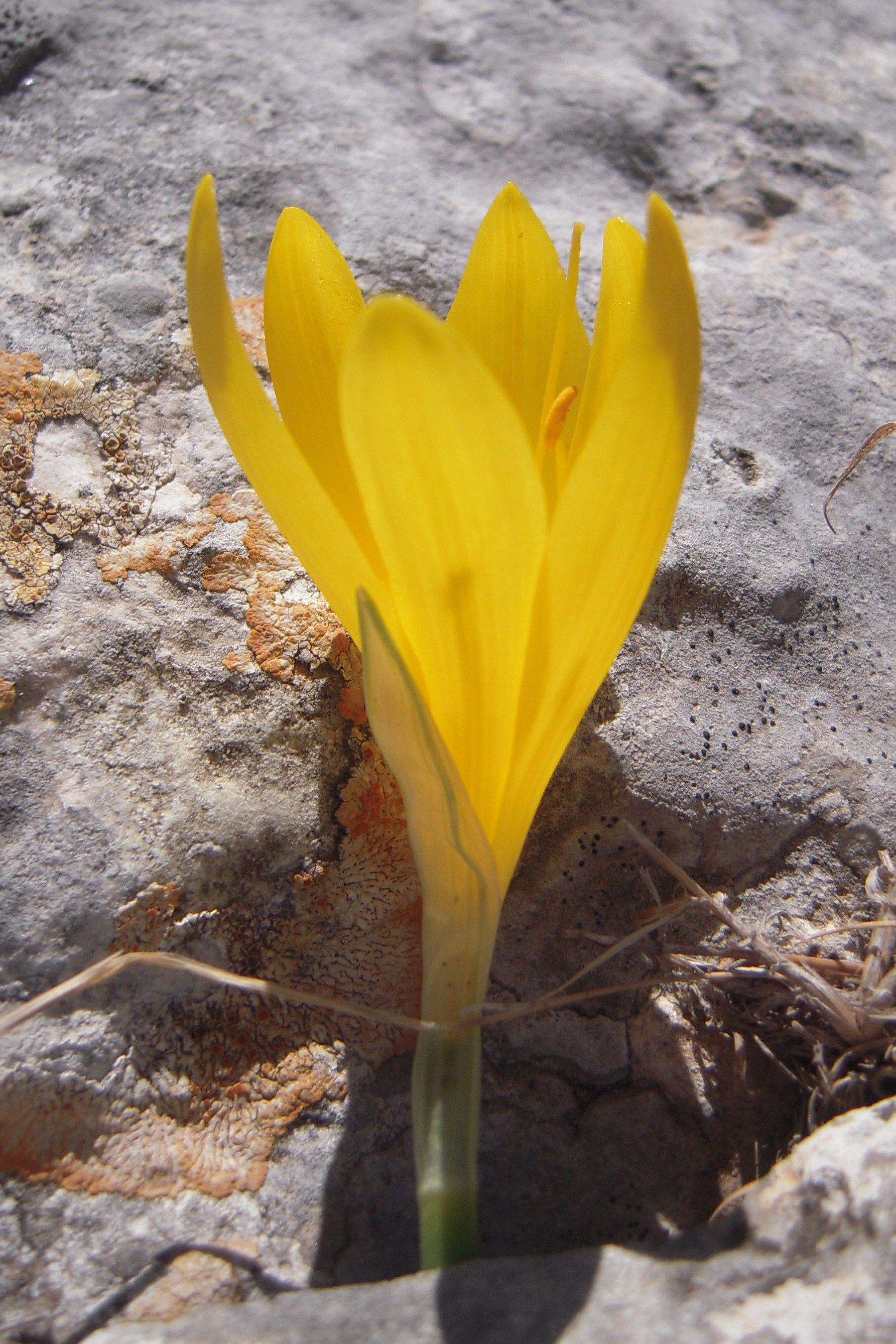
Brănduşă galbenă (Sternbergia colchiciflora)

Situl reprezintă o zonă deluroasă (dealurile Streheanu constituite pe calcare sarmatice, pajiști, păduri de foioase) încadrată în bioregiune continentală aflată la poalele Subcarpaților de Curbură; ce conservă habitate naturale de tip: Comunități pioniere din Sedo-Scleranthion sau din Sedo albi-Veronicion dilleni pe stâncării silicioase, Pajiști uscate seminaturale și faciesuri cu tufărișuri pe substrat calcaros (Festuco Brometalia), Tufărișuri de foioase ponto-sarmatice și Versanți stâncoși cu vegetație chasmofitică pe roci calcaroase și protejază o gamă variată de plante, dintre care unele foarte rare sau endemice pentru regiunea Munteniei.
La baza desemnării sitului se află câteva specii floristice enumerate în anexa I-a a Directivei Consiliului European 92/43/CE din 21 mai 1992 (privind conservarea habitatelor naturale și a speciilor de faună și floră sălbatică), printre care: miruță (Anchusa officinalis), Alyssum caliacrae specie endemică pentru România, coșaci (Astragalus vesicarius), capul-șarpelui (Echium rubrum), rușcuță de primăvară (Adonis vernalis), usturoi sălbatic (cu specii de Allium saxatile, Allium moschatum, Allium albidum ssp. albidum), hajmă păsărească (Allium flavum), clopței (Campanula sibirica ssp. divergentiformis), sipică (Cephalaria uralensis), brândușă (Crocus reticulatus), fumariță (Fumana procumbens), alior (Euphorbia nicaeensis), mușcata dracului (Knautia macedonica), poala "Sfintei Mării" (Nepeta ucranica), paronihie capitată (Paronychia cephalotes), sclipeți (Potentilla aurea ssp. chrysocraspeda), pătlăgină (Plantago argentea), lăptiucă (Scorzonera austriaca), garofiță albă (Silene rupestris), jaleș (Salvia nutans), zambilă de câmp (Scutellaria orientalis), brăndușă galbenă (Sternbergia colchiciflora), trifoi de munte (Trifolium montanum), sugărel (Teucrium montanum), ghizdei de mare (Tetragonolobus maritimus) sau fetică (Valerianella coronata și Valerianella pumila).

## Căi de acces
- Drumul național DN1B pe ruta: Ploiești - Valea Călugărească - Mizil - drumul județean DJ100H spre Tohani.